# Zgornje Roje
Zgornje Roje – wieś w Słowenii, w gminie Žalec. W 2018 roku liczyła 137 mieszkańców.